# São Pedro (Óbidos)
São Pedro foi uma freguesia portuguesa do município de Óbidos, com 10,25 km² de área e 1 308 habitantes (2011). Densidade: 127,6 hab/km².
Foi extinta (agregada) pela reorganização administrativa de 2013, sendo o seu território integrado na freguesia de Santa Maria, São Pedro e Sobral da Lagoa.

## População
| População da freguesia de Óbidos (São Pedro) | População da freguesia de Óbidos (São Pedro) | População da freguesia de Óbidos (São Pedro) | População da freguesia de Óbidos (São Pedro) | População da freguesia de Óbidos (São Pedro) | População da freguesia de Óbidos (São Pedro) | População da freguesia de Óbidos (São Pedro) | População da freguesia de Óbidos (São Pedro) | População da freguesia de Óbidos (São Pedro) | População da freguesia de Óbidos (São Pedro) | População da freguesia de Óbidos (São Pedro) | População da freguesia de Óbidos (São Pedro) | População da freguesia de Óbidos (São Pedro) | População da freguesia de Óbidos (São Pedro) | População da freguesia de Óbidos (São Pedro) |
| -------------------------------------------- | -------------------------------------------- | -------------------------------------------- | -------------------------------------------- | -------------------------------------------- | -------------------------------------------- | -------------------------------------------- | -------------------------------------------- | -------------------------------------------- | -------------------------------------------- | -------------------------------------------- | -------------------------------------------- | -------------------------------------------- | -------------------------------------------- | -------------------------------------------- |
| 1864                                         | 1878                                         | 1890                                         | 1900                                         | 1911                                         | 1920                                         | 1930                                         | 1940                                         | 1950                                         | 1960                                         | 1970                                         | 1981                                         | 1991                                         | 2001                                         | 2011                                         |
| 1 814                                        | 1 743                                        | 2 165                                        | 2 054                                        | 2 115                                        | 2 017                                        | 2 273                                        | 2 409                                        | 2 663                                        | 2 273                                        | 2 470                                        | 3 457                                        | 1 292                                        | 1 280                                        | 1 308                                        |

Com lugares desta freguesia foi criada, pela Lei n.º 105/85,  de 4 de Outubro, a freguesia de Gaeiras e pela Lei n.º 75/89,  de 28 de Agosto, a freguesia de Usseira.

## Património
- Capela de São Martinho